# Mickler Spur
Il Mickler Spur (in lingua inglese: Sperone Mickler) è uno stretto sperone roccioso antartico, lungo 7 km, che forma la parete meridionale del Ghiacciaio Hueneme e termina nel Ghiacciaio Reedy, nel settore occidentale del Wisconsin Range della catena dei Monti Horlick, nei Monti Transantartici, in Antartide.
Lo sperone è stato mappato dall'United States Geological Survey (USGS) sulla base di rilevazioni e foto aeree scattate dalla U.S. Navy nel periodo 1960-64.
La denominazione è stata assegnata dall'Advisory Committee on Antarctic Names (US-ACAN), in onore di Raymond R. Mickler, operatore di macchinari, che faceva parte del gruppo che ha trascorso l'inverno del 1961 presso la Stazione Byrd e l'inverno 1964 presso la Base McMurdo.